# Hyladelphys kalinowskii
Hyladelphys kalinowskii é uma espécie de marsupial da família dos didelfiídeos (Didelphidae). É a única espécie descrita para o gênero Hyladelphys. Inicialmente classificado no gênero Gracilinanus, foi transferido para um gênero distinto em 2001.Pode ser encontrada no Peru, Brasil, Guiana e Guiana Francesa.